# Simona Pilgaard
Simona Pilgaard (* 19. Dezember 2003 in Dänemark) ist eine dänische Badmintonspielerin.

## Sportliche Laufbahn
Simona Pilgaard spielte in Dänemark in der Jugend beim Kolding BK und wechselte später zum Odense BK, mit dem sie in der höchsten dänischen Liga antritt. Bei der dänischen Juniorenmeisterschaft gewann sie in der Saison 2017/18 in der Altersklasse U15 mit Anna Siess Ryberg das Damendoppel, in der Saison 2018/19 in der Altersklasse U17 mit Emilia Nesic das Damendoppel und in der Saison 2020/21 in der Altersklasse U19 das Dameneinzel und mit Anna Siess Ryberg das Damendoppel. Bei der Badminton-Jugendeuropameisterschaft 2019 gewann sie mit Ryberg die Bronzemedaille im Damendoppel sowie mit der dänischen Auswahl die Goldmedaille.
Im Jahr 2020 gewann sie die Polish Juniors mit Ryberg im Damendoppel. Ein Jahr darauf wurde sie Siegerin im Dameneinzel bei der Slovenia Future Series 2021.
Seit der Saison 2022/23 spielt sie für den deutschen Bundesligisten Blau-Weiss Wittorf Neumünster.

## Erfolge
| Austragung | Wettbewerb                          | Rang | Disziplin   | Partner/in        |
| ---------- | ----------------------------------- | ---- | ----------- | ----------------- |
| 2017/2018  | Dänische Juniorenmeisterschaft U15  | 1.   | Damendoppel | Anna Siess Ryberg |
| 2018/2019  | Dänische Juniorenmeisterschaft U17  | 1.   | Damendoppel | Emilia Nesic      |
| 2020/2021  | Dänische Juniorenmeisterschaft U19  | 1.   | Damendoppel | Anna Siess Ryberg |
| 2020/2021  | Dänische Juniorenmeisterschaft U19  | 1.   | Dameneinzel |                   |
| 2019       | Badminton-Jugendeuropameisterschaft | 3.   | Dameneinzel |                   |
| 2019       | Badminton-Jugendeuropameisterschaft | 3.   | Damendoppel | Anna Siess Ryberg |
| 2019       | Badminton-Jugendeuropameisterschaft | 1.   | Mannschaft  | Dänemark          |
| 2019       | Swedish Juniors                     | 3.   | Damendoppel | Emilia Nesic      |
| 2020       | Polish Juniors                      | 1.   | Damendoppel | Anna Siess Ryberg |
| 2021       | Slovenia Future Series              | 1.   | Dameneinzel |                   |
| 2022       | Slovenia Future Series              | 3.   | Dameneinzel |                   |
| 2023       | Czech International                 | 3.   | Dameneinzel |                   |